# Beno Eckmann

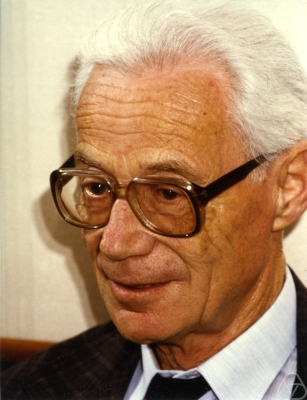
Beno Eckmann (1988)

Beno Eckmann (31 maart 1917 - 25 november 2008), was een Zwitserse wiskundige die een student was van Heinz Hopf.
Eckmann werd geboren in Bern. In 1931 studeerde Eckmann af aan de Eidgenössische Technische Hochschule Zürich (ETH). Hierna studeerde hij verder onder Heinz Hopf om in 1941 te promoveren. In 2008 ontving hij de Albert Einsteinmedaille.